# Novoukraiinka, Cecelnîk
Novoukraiinka (în ucraineană Новоукраїнка) este un sat în comuna Cervona Hreblea din raionul Cecelnîk, regiunea Vinnița, Ucraina.

## Demografie
Componența lingvistică a localității Novoukraiinka
     Ucraineană (90,91%)
     Rusă (9,09%)
Conform recensământului din 2001, majoritatea populației localității Novoukraiinka era vorbitoare de ucraineană (90,91%), existând în minoritate și vorbitori de rusă (9,09%).